# Digital Vinyl System

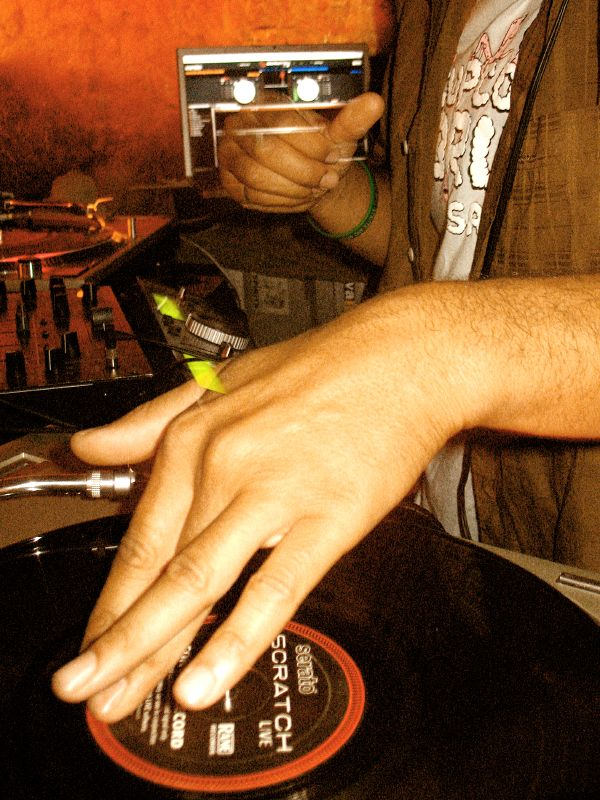
Beispiel mit Serato Scratch Live

Ein Digital Vinyl System ermöglicht es einem DJ, Musik von einem PC abzuspielen und über spezielle Timecode-Schallplatten zu steuern und scratchen. Dabei wird die klassische, intuitive Handhabung der Schallplattenspieler mit der Kapazität von Festplatten kombiniert. Zu den bekannten Systemen gehören Rane Serato Scratch Live, Final Scratch und Rekordbox von Pioneer.
Die neuste Baureihe der Pioneer-Mixer verfügt bereits über eine implementierte Schnittstelle. Durch die Quasimonopolstellung von Pioneer und die Kompatibilität zum hauseigenem digitalem System wird Rekordbox immer beliebter.

## Funktionsweise

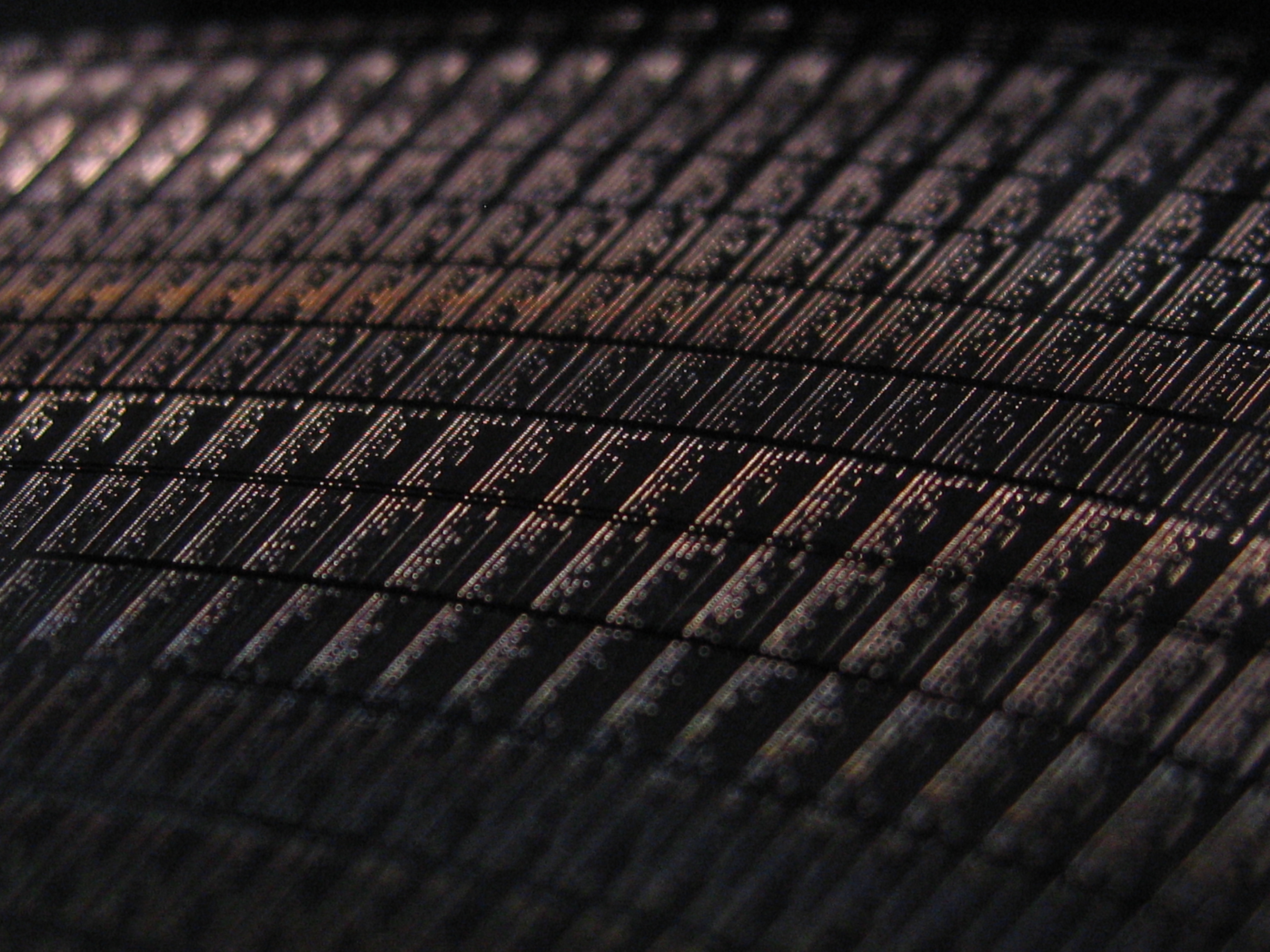
Vergrößerung einer Timecode-Schallplatte

Ein Digital Vinyl System besteht aus einem PC, einem normalen Schallplattenspieler, speziellen Timecode-Schallplatten, einer dazwischengeschalteten Schnittstelle und einem Vinyl-Emulator.

### Timecode-Schallplatte
Die Schallplatten beinhalten einen zusätzlichen Code. Das Verfahren ist vom Fax oder der Datenkassette und bei Analog-Digital-Umsetzern bekannt. Hier werden digitale Informationen akustisch übertragen. Die speziellen Schallplatten (Timecode Vinyl) sind mit einem Steuersignal (Timecode) bespielt und sind im Schnitt für ca. 20–30 € erhältlich. Sie werden wie gewohnt auf einem Plattenspieler abgespielt, das Signal wird direkt ins Mischpult, oder über den ScratchAmp zum Laptop weitergeleitet. Dort dekodiert die Vinyl Emulation Software das Signal in Echtzeit und errechnet Geschwindigkeit und Position des Tonabnehmers auf der Schallplatte. Der entsprechende Teil einer ausgewählten Audiodatei, die sich z. B. auf dem internen Festplattenlaufwerk befindet, wird in der errechneten Geschwindigkeit wieder über den ScratchAmp/Mischpult ausgegeben, wo der Song schließlich vom DJ gemixt werden kann. Die hohe Auflösung des Steuersignals ermöglicht eine praktisch vernachlässigbare Verzögerung zwischen Bewegungen der Schallplatte und der Ausgabe der Musik ans Mischpult. Dadurch sind auch Backspinning und Scratchen wie bei gewöhnlichen Schallplatten möglich.

### ScratchAmp
Das ScratchAmp dient dazu, mit Phono-Anschlüssen und einem USB-Anschluss eine Verbindung zwischen dem Computer und den Plattenspielern zu ermöglichen. Da der ScratchAmp das Signal von der Schallplatte zusätzlich direkt in einen anderen Kanal des Mischpults durchschleift, können auch normale Schallplatten ohne Zutun der Software abgespielt werden, was zum Beispiel bei Laptop-Abstürzen nützlich ist. Voraussetzung ist allerdings, dass das ScratchAmp an die eigene optionale Stromversorgung angeschlossen ist.

## Software-Lösungen mit Timecode-Schallplatten
Die folgende Tabelle listet diverse Vinyl Emulations Software auf, die mit speziellen Time-Code Schallplatten arbeitet
| Hersteller         | Produktname                 | Programm            | Website             | Verfügbare externe Soundkarte                   | Status      |
| ------------------ | --------------------------- | ------------------- | ------------------- | ----------------------------------------------- | ----------- |
| Ms Pinky           | Ms Pinky’s IWS              | Maxi Patch          | Ms Pinky Maxi Patch | Nein                                            | verfügbar   |
| Atomix Productions | VirtualDJ Pro Full          | VirtualDJ           | VirtualDJ Software  | Nein                                            | verfügbar   |
| M-Audio            | Torq Control Vinyl          | Torq DJ Software    | M-Audio Digital DJ  | Torq Conectiv                                   | eingestellt |
| Native Instruments | Traktor Scratch Duo 2/Pro 2 | Traktor             | Traktor DJ Software | AUDIO 2, 4, 6, 8 und 10                         | verfügbar   |
| Serato             | Scratch Live                | Scratch Live        | Serato DJ Software  | SL1, SL 2, SL 3 oder SL 4                       | eingestellt |
| Serato             | Serato DJ                   | Serato DJ           | Serato DJ Software  | SL 2, SL 3 oder SL 4 sowie div. Fremdhersteller | verfügbar   |
| Reloop             | Spin 2+                     | Spin 2+             | Reloop-Spin         | Reloop Spin 2+                                  | eingestellt |
| Stanton            | Scratch DJ Academy          | MIX!                | Stanton MIX!        | ScratchAmp                                      | verfügbar   |
| Mixvibes           | Cross, DVS Ultimate         | Cross, DVS Ultimate | Mixvibes Software   | Mixvibes U46MK2, U-MIX44, beliebige             | verfügbar   |
| Alcatech           | DigiScratch                 | DigiScratch 2       | Alcatech Audio      | Nein                                            | verfügbar   |
| Pioneer            | rekordbox dvs               | rekordbox           | rekordbox           | INTERFACE 2                                     | verfügbar   |

## Reine Software-Lösungen
Diese Tabelle listet einige Digital Vinyl-Systeme auf, welche ausschließlich auf Software basieren.
| Hersteller     | Programm   | Website                  |
| -------------- | ---------- | ------------------------ |
| Stanton        | Deckadance | stantondj.com            |
| Adion          | djDecks    | djdecks.be (eingestellt) |
| Mark Hills     | xwax       | xwax.co.uk               |
| The Mixxx Team | Mixxx      | mixxx.org                |

## Vor- und Nachteile
- Im Gegensatz zu regulären CD-Spielern oder MP3-Spieler-Software kann die Musik so gemixt und bearbeitet werden, als wäre sie tatsächlich auf der Schallplatte vorhanden. Das ermöglicht einerseits die intuitive Bedienung durch an Platten gewöhnte DJs und macht andererseits das feinfühlige und beschränkende Bedienen von Computermäusen überflüssig (zwei Hände statt eines Cursors). Es ermöglicht insbesondere Scratchen und Pitchen, es können aber praktisch alle Tricks des Turntablism ausgeführt werden.
- Kein x-facher Kauf von Schallplatten mehr notwendig, die durch Turntablism zerstört wurden. Scratchen, back-spins und andere Techniken zerstören auf Dauer die Tonspur einer Vinyl. Timecode-Vinyl können hingegen auf der ganzen Fläche genutzt werden und sind günstig austauschbar.
- Leichterer und angenehmerer Transport: Eine Plattentasche mit 100 Platten wiegt ungefähr 25 kg, DVS mit Laptop und den speziellen Platten kommt auf einige wenige Kilogramm und ist in der Kapazität nur durch die Festplatte des Laptop beschränkt. Eine aktuelle Computer-Festplatte kann einige zehntausend Musiktitel fassen.
- Kein mühsames Zusammenstellen von Live-Sets, da immer die gesamte Musikbibliothek mitgenommen werden kann. Sehr vorteilhaft bei Auftritten, bei denen der Publikumsgeschmack unklar ist.
- Auch Musik, die nicht auf Schallplatte erhältlich ist, kann aufgelegt werden. Dies ist besonders für DJs interessant, die selbst Musik produzieren und diese auflegen möchten. Seit einiger Zeit erfreut sich auch Musik von Netlabels und Musikportalen wie Beatport wachsender Beliebtheit unter DJs. Früher mussten für das Spielen solcher Musik teure sogenannte Dubplates geschnitten werden.
- Als Nachteil empfinden manche DJs, dass das gewohnte Ordnungssystem im Plattenkoffer und die „visuelle Suche“ (das schnelle Finden von Platten anhand ihres Covers / Labels, vor allem in dunklen Clubs und unter Zeitdruck) verloren geht. Alle DVS bieten dafür eine Textsuche in den ID3-Tags der MP3-Dateien und das Anlegen von beliebig vielen virtuellen Plattenkoffern, wobei ein Titel auch in mehreren Koffern vorhanden sein kann. Außerdem wird bei den meisten DVS das Cover eines Titels angezeigt, wenn dieses vorher in den Tag gespeichert wurde.
- Es besteht – im Gegensatz zu Plattenspielern – bei Rechnern die Gefahr von Abstürzen und sonstigen Störungen des Systems, die zur sofortigen Stille der PA führen. Laptops sind der Hitze, Luftfeuchtigkeit und der rauen Umgebung in Clubs tendenziell weniger gewachsen als speziell für den Clubeinsatz entworfene Plattenspieler und Mischpulte; Programme und Betriebssysteme können abstürzen. Nach der Beseitigung anfänglicher Kinderkrankheiten haben sich die Systeme jedoch als recht zuverlässig erwiesen, sodass zumindest die Gefahr eines Programmabsturzes als klein angesehen werden kann.
- Das klassische Auflegen mit analogen Schallplatten gilt als deutlich anspruchsvoller und es ist ein gewisses Verständnis und Erfahrung nötig, um zwei Tracks über mehrere Phrasen synchron spielen zu lassen. Dies wird bei einem DVS deutlich erleichtert. Teilweise auch aus Neid und Missgunst wird meist jüngeren „Newcomer-DJs“ oft mangelndes Verständnis unterstellt. Laut DJ Sven Väth sei das Auflegen mit Vinyl für das Publikum auch „optisch interessanter“ und „eine technische Handwerksarbeit“, die ein DJ beherrschen sollte.[3] Für eine Abgrenzung wird bei SoundCloud gelegentlich der Verweis „Vinyl only“ bei Sets verwendet, Veranstalter verwenden diesen Verweis teilweise auch als Motto für eine Party.

## Vergleiche und Alternativen
Verschiedene Hersteller von DJ-Equipment entwickeln auch DJ-CD-Spieler immer weiter. Aktuelle Spieler, zum Beispiel von Pioneer DJ oder Denon können ebenfalls pitchen, ermöglichen durch aufgebaute Plattenteller-Imitate und technische Finessen im Innenleben Scratching, können CDs mit MP3-Dateien verarbeiten und sind üblicherweise mit einer Fülle an zusätzlichen Features ausgestattet. Solche Player sind jedoch etwa doppelt so teuer wie ein DJ-Plattenspieler.
Seit ca. 2010 werden statt DVS-Systemen zudem zunehmend kompaktere und preisgünstigere reine MIDI-Controller eingesetzt, bei denen (i. d. R. zwei) sog. Jogwheels die Aufgabe der Plattenteller übernehmen und die mittels Software eine direkte Beeinflussung des Musiksignals ohne Verwendung von Timecodeplatten ermöglichen. Solche Controller wurden bzw. werden neben Pioneer DJ und Denon DJ z. B. von Vestax, Numark, Roland, Hercules DJ oder Reloop angeboten.
Schließlich existiert eine Fülle von MP3-DJ-Software, die das Mixen von MP3-Dateien am Rechner erlaubt. Beispielsweise können Visiosonics PCDJ und ALCATechs BPM Studio über eine Hardware-Schnittstelle bedient werden, das einem DJ-Doppel-CD-Player nachempfunden ist. Die DJ-Software DigiScratch zeigt auch die Cover der Songs an, so dass ein „Auflegen wie gewohnt“ möglich ist. Zudem gibt es eine Reihe von Smartphone- und Tablet-Anwendungen, die z. T. auch die Verwendung von Controller-Hardware ermöglichen.
Serato Scratch Live und Traktor Scratch sind in ihrer Funktionsweise recht ähnlich.
Der Audio-Hardware- und Softwarehersteller M-Audio hat ebenfalls ein ähnliches System auf den Markt gebracht. Wie Traktor Scratch besteht es aus einem Software- und Hardware-Teil (Torq bzw. Conectiv). Die Steuerung erfolgt wahlweise durch Timecode-Vinylplatten oder Timecode-CDs. Das besondere an Torq ist, dass es das Einbinden von VST Plugins erlaubt und mittels Rewire mit anderen Audio-Programmen kommunizieren kann.
Ein belgischer Programmierer namens „Adion“ hatte sich zum Ziel gesetzt, eine kostengünstige Alternative zu entwickeln. Dieses System mit dem Namen djDecks verwendete keine eigenen Timecodeplatten, sondern konnte mit fast allen Platten der großen Konkurrenten angesteuert werden. Das Unternehmen AdionSoft wurde 2011 von Atomix Productions (Hersteller von VirtualDJ) übernommen, die Software eingestellt. Mit Mixxx existiert allerdings eine vollkommen kostenlose Open-Source-Alternative, die ebenfalls verschiedene Timecodeplatten unterstützt.
Deckadance beschreitet einen ähnlichen Weg wie djDecks, indem es unterschiedliche Timecode-System unterstützt.
Quad ist eine komplette Software-Lösung, die das Mixen und Scratchen von bis zu vier Audiodateien erlaubt, gesteuert durch bis zu vier Plattenspieler. Quad läuft mit allen ASIO-Soundkarten und wird geliefert mit vier speziell gefertigten Vinyls, deren Timecode ein analog-getreues Scratchen erlaubt.